# Melaniparus
Melaniparus là một chi chim trong họ Paridae.

## Các loài
- Melaniparus afer (Gmelin, JF, 1789)
- Melaniparus albiventris (Shelley, 1881)
- Melaniparus carpi (Macdonald & Hall, BP, 1957)
- Melaniparus cinerascens (Vieillot, 1818)
- Melaniparus fasciiventer (Reichenow, 1893)
- Melaniparus fringillinus (Fischer, GA & Reichenow, 1884)
- Melaniparus funereus Verreaux, J & Verreaux, E, 1855
- Melaniparus griseiventris (Reichenow, 1882)
- Melaniparus guineensis (Shelley, 1900)
- Melaniparus leucomelas (Rüppell, 1840)
- Melaniparus leuconotus (Guérin-Méneville, 1843)
- Melaniparus niger (Vieillot, 1818)
- Melaniparus pallidiventris (Reichenow, 1885)
- Melaniparus rufiventris (Barboza du Bocage, 1877)
- Melaniparus thruppi (Shelley, 1885)